# Para-Kovács Imre
Para-Kovács Imre (Miskolc, 1965. április 5. –) magyar író, újságíró, rádiós műsorvezető, szerkesztő.

## Pályafutása
Művészi karrierjét megelőzően tejipari szállítmánykísérőként, majd plakátragasztóként, hirdetésszervezőként, könyvesbolti raktárosként és üzletkötőként is dolgozott. Miután Budapestre költözött a Ganz–MÁVAG színházi közönségszervezője lett, később kérdezőbiztos és szellemi szabadfoglalkozású. A Fiatal Művészek Klubjának művészeti vezetőjeként is tevékenykedett. 
1992-ben lett a Tilos Rádió munkatársa, még ebben az évben a Magyar Narancshoz került. Ezután szerkesztő volt a TV3-nál, a Népszabadságnál, később a Magyar Hírlapban jelentek meg cikkei. Az Amerikai Magyar Népszavánál és a Hírszerzőnél publicista, a Hócipő munkatársa és a Sport TV póker szakkommentátora. 2012 júliusától a Klubrádió műsorvezetője, ahol az Ötös című műsor hétfői adásait vezeti. 2012 augusztusától a Milla honlapjának, a MillaMédiának a főszerkesztője. 2013-tól 2016 decemberéig (a műsor megszűnésig) a Heti Hetes című tévéműsor egyik szereplője.
A Magyarország nevű dögkút boldog lakói most éppen annak örülhetnek, hogy Mészáros Lőrinc a kisvasút után nagyvasutat építhet.

## Filmek
- Fékezett habzás – kultúra és üzlet Budapesten – szereplő (magyar dokumentumfilm, 2011)
- Buzera (tévéműsor) – szereplő (2005)
- Feri és az édes élet – író (magyar játékfilm, 2001)
- Gang (tévéműsor) – szereplő

## Könyvei
- A horror vakui, Alexandra Kiadó, 2003
- Én-teriőr – Az évszázad könyve, Alexandra Kiadó, 2003, ISBN 9633684072
- Lassú fény, Alexandra Kiadó, 2004
- Amerika kiadó – Beszélgetések Menyhárt Jenővel, Glória Kiadó, 2006
- A mamut dala, Alexandra Kiadó, 2006
- 2016 /e-könyv/, Kossuth Kiadó, 2016
- Para-Kovács Imre, Váncsa István, Farkasházy Tivadar: Az orbánság aranya – Narancskönyv, Hócipő Kft., Budapest, 2017
- 2017 /e-könyv/ (2017)
- 2018 /e-könyv/ (2019)
- 2019 /e-könyv/ (2021)

## Díjai
- Sajtópáholy-díj (2002)
- Minőségi Újságírásért díj – A hónap írása (2003)
- Radnóti Miklós antirasszista díj (2024)